# Comuna Dornava
Dornava (Občina Dornava) este o comună din Slovenia, cu o populație de 2.459 de locuitori (2002).

## Localități
Bratislavci, Brezovci, Dornava, Lasigovci, Mezgovci ob Pesnici, Polenci, Polenšak, Prerad, Slomi, Strejaci, Strmec pri Polenšaku, Žamenci